# Łasieczniki
Łasieczniki – wieś w Polsce położona w województwie łódzkim, w powiecie skierniewickim, w gminie Bolimów.
W latach 1973–1991 w gminie Nieborów; 1 stycznia 1992 włączone do gminy Bolimów.
| SIMC    | Nazwa   | Rodzaj    |
| ------- | ------- | --------- |
| 0725329 | Parcela | część wsi |

Wieś szlachecka położona była w drugiej połowie XVI wieku w powiecie sochaczewskim ziemi sochaczewskiej województwa rawskiego. W latach 1975–1998 miejscowość administracyjnie należała do województwa skierniewickiego.